# Веселого Мадагаскару
«Веселого Мадагаскару» (англ. Merry Madagascar) — спеціальний різдвяний випуск, вперше показаний на каналі NBC 17 листопада 2009 року, в якому знялися герої франшизи «Мадагаскар», і дія якого розгортається між першим і другим фільмом. Це другий різдвяний спецвипуск DreamWorks Animation, після «Шрек: Різдво».
У ньому представлені багато голосів з оригінального фільму, включаючи Бена Стіллера, Кріса Рока, Девіда Швіммера та Джади Пінкетт-Сміт. Єдиним суттєвим винятком був Саша Барон Коен у ролі короля Жюльєна XIII, якого замінив Денні Джейкобс.

## Сюжет
Алекс, Марті, Мелман і Глорія намагаються повернутися до Нью-Йорка на повітряній кулі на Різдво. Однак лемури ненавмисно завадили їхній втечі, прийнявши їх за «мародерського червоного нічного гобліна», який навідується сюди щороку. Далі «Гоблін» засипає острів вугіллям. Алекс збиває його, згодом зрозумівши, що насправді це був Санта-Клаус, який кидав вугіллям у Джулієна за те, що той був неслухняним.
Внаслідок аварії Санта втрачає пам'ять і не здогадується про свої обов'язки. Компанія вирішує доставити подарунки й повернутися додому на санях, але олені Санти не слухаються нікого, крім Санти, тож пінгвіни використовують чарівний пил Санти, щоб полетіти. Їхні перші спроби доставити подарунки були невдалими, тож вони вирішили залишити їх у поштових відділеннях. Втім випадково потрапивши у квартиру і принісши радість маленькій дівчинці, вони продовжують доставляти пакунки, попри несприятливі умови.
Повернувшись на Мадагаскар, поки лемури дарують Джулієну подарунки на «Джуліану», Санта відкриває в собі здібності до виготовлення іграшок. Він майструє подарунки для них усіх, чим злить Джулієна, бо вважає, що увага має бути зосереджена на ньому. Джулієн проголошує, що подарунки лемурів належать йому. Перебирання подарунків наодинці пригнічує його; пропозиція Санти вручити подарунок піднімає йому настрій.
Коли ніч добігає кінця, у тварин залишається достатньо чарівного пилу для останньої подорожі. Попри своє бажання повернутися додому, вони повертаються на Мадагаскар, щоб врятувати Санту. У них закінчується пил і вони врізаються в Санту, повертаючи йому пам'ять. Він дякує тваринам за допомогу і викреслює Джулієна зі списку неслухняних дітей. Однак тварини не помічають мішок для Ліхтенштейну, тому Санта перемикається на резервне живлення, щоб встигнути доїхати перш ніж тварини встигли попросити підвезти їх. Тварини вирішують відсвяткувати Різдво на Мадагаскарі, але Джулієн кидає в Алекса кокосовий горіх, щоб знову потрапити до списку неслухняних дітей, внаслідок чого у нього на голові з'являється шишка та амнезія, як у Санти до нього.

## Ролі озвучували
- Бен Стиллер — лев Алекс
- Кріс Рок — зебра Марті
- Девід Швіммер — жираф Мелман
- Джада Пінкетт-Сміт — бегемот Глорія
- Седрік «Розважальник» — ай-ай Моріс
- Енді Ріхтер — лемур Морт
- Карл Райнер — Санта-Клаус
- Денні Джейкобз — король Джулієн XIII, лемур
- Том МакҐрат — пінгвін Шкіпер
- Кріс Міллер — пінгвін Ковальський
- Крістофер Найтс — пінгвін Рядовий
- Ніна Добрев — північний олень Купідон
- Віллоу Сміт — Еббі
- Джим Каммінгс — Доннер, головний північний олень

## Нагороди
«Веселого Мадагаскару» був номінований на шість премій «Енні» і виграв одну з них за розкадрування у телевізійному виробництві. 
| Нагорода                                        | Отримувач            | Результат |
| ----------------------------------------------- | -------------------- | --------- |
| Найкращий анімаційний телевізійний проєкт       | DreamWorks Animation | Номінація |
| Анімація персонажів у телевізійному виробництві | Кеван Шорі           | Номінація |
| Дизайн персонажів у телевізійному виробництві   | Крейг Келлман        | Номінація |
| Розкадрування в телевізійному виробництві       | Роберт Ку            | Перемога  |
| Озвучення в телевізійному виробництві           | Денні Джейкобс       | Номінація |
| Озвучення в телевізійному виробництві           | Віллоу Сміт          | Номінація |

## Партнерство
У липні 2011 року в рамках стратегічного партнерства між DreamWorks Animation та Gaylord Hotels «Веселого Мадагаскару» був представлений як тема експозиції ICE! в готелях Gaylord у Нешвіллі та Меріленді. У цій експозиції сюжет спецвипуску представлений серією крижаних скульптур.